# René Pijnen

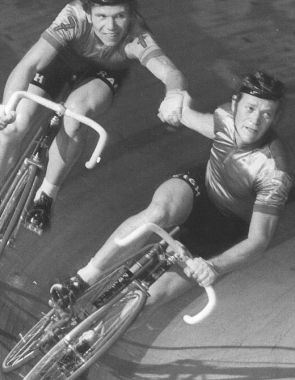
René Pijnen (r.) mit Günter Haritz beim Münchener Sechstagerennen 1976

René Pijnen (* 3. September 1946 in Woensdrecht; bürgerlich Marinus Augustinus Josephus Pijnen) ist ein ehemaliger niederländischer Radrennfahrer. Er gehörte vor allem auf der Bahn zu den Besten der Welt und hält in der ewigen Bestenliste der Sechstagerennen bis heute den dritten Platz mit 72 Siegen hinter Patrick Sercu und Danny Clark.

## Sportliche Laufbahn
Pijnen errang seinen ersten überzeugenden internationalen Erfolg jedoch nicht auf der Bahn, sondern im Mannschaftszeitfahren bei den Olympischen Spielen in Mexiko-Stadt. Beim olympischen Straßenrennen war er ebenfalls ganz vorn mit dabei, er wurde Fünfter. Tatsächlich hatte seine Karriere gerade auf der Straße sehr vielversprechend begonnen: Von den 98 Rennen, die er als Juniorenfahrer auf der Straße ab 1963 bestritt, gewann er 40, als Amateur stehen 49 Straßensiege zu Buche und 1967 wurde er in Heerlen in seinem Heimatland Dritter der Straßenweltmeisterschaft der Amateure. Zudem war er niederländischer Meister im Punktefahren 1967. Die Tour of Scotland gewann er 1967.
Nach seinem Übertritt in das Profilager bewies Pijnen die für Bahnfahrer, die auch auf der Straße viele Wettbewerbe bestreiten, typischen Allrounder-Qualitäten: Pijnen zeichnete sich dabei vor allem durch seine Ausdauer und Tempohärte aus. Er bestritt in seinen ersten Profijahren ein anspruchsvolles Programm aus Rundfahrten, Straßenrennen und Kriterien während der Straßensaison und Bahnrennen im Winter. 1970 wurde er Zweiter bei Paris–Tours. 
1970 fuhr er acht Tage im Führungstrikot der Spanienrundfahrt, 1971 konnte er diese Leistung wiederholen und gewann drei Etappen. Während er 1972 noch eine Etappe bei der Spanienrundfahrt gewinnen konnte, wandte er sich ab 1973 immer mehr der Bahn zu, wo er 1973 und 1974 gleich zweimal hintereinander die Europameisterschaft im Zweier-Mannschaftsfahren gewinnen konnte (mit Leo Duyndam und Patrick Sercu). So wurde Pijnen auf der Bahn, vor allem bei den Sechstagerennen, ein Weltklassefahrer. 1976 wurde er Dritter bei den Europameisterschaften im Steherrennen, 1978 gewann er den Titel.
In den folgenden Jahren gewann er Jahr für Jahr zwischen zwei und acht Sechstagerennen. Allein fünfmal gewann er das Sechstagerennen von Mailand. Entsprechend begehrt war er als Partner so bekannter Fahrer wie Leo Duyndam (9 Siege bei 21 Starts), Gert Frank (6 Siege bei 16 Starts), Francesco Moser (9 Siege bei 14 Starts) und Patrick Sercu (8 Siege bei 14 Starts). Unter den Straßen-Weltklassefahrern, die an der Seite von Pijnen fuhren, waren Gerrie Knetemann, Jan Raas, Giuseppe Saronni und Roger De Vlaeminck.

## Wichtigste Erfolge
- 1968:
  - Olympiasieger 100-km-Mannschaftsfahren (mit Fedor den Hertog, Jan Krekels und Joop Zoetemelk)

- 1969:
  - Tour du Nord

- 1970:
  - ein Sechstagesieg (Antwerpen)
  - acht Tage im Führungstrikot der Spanienrundfahrt

- 1971:
  - drei Etappensiege und acht Tage im Führungstrikot der Spanienrundfahrt
  - ein Sechstagesieg

- 1972:
  - eine Etappe Grand Prix de Fourmies
  - Grand Prix de Fourmies
  - eine Etappe Spanienrundfahrt
  - drei Sechstagesiege

- 1973:
  - Europameister Zweiermannschaftsfahren (Bahn) (mit Leo Duyndam)
  - drei Sechstagesiege

- 1974:
  - Europameister Zweiermannschaftsfahren (Bahn) (mit Patrick Sercu)
  - drei Sechstagesiege

- 1975:
  - fünf Sechstagesiege

- 1976:
  - Europameister Zweiermannschaftsfahren (Bahn) (mit Günter Haritz)
  - zwei Sechstagesiege

- 1977:
  - fünf Sechstagesiege

- 1978:
  - Derny-Europameister (Bahn)
  - fünf Sechstagesiege

- 1979:
  - acht Sechstagesiege

- 1980:
  - Europameister Zweiermannschaftsfahren (Bahn) (mit Michel Vaarten)
  - fünf Sechstagesiege

- 1981:
  - vier Sechstagesiege

- 1982:
  - Europameister Zweiermannschaftsfahren (Bahn) (mit Patrick Sercu)
  - sechs Sechstagesiege

- 1983:
  - sieben Sechstagesiege

- 1984:
  - sechs Sechstagesiege

- 1985:
  - Europameister Zweiermannschaftsfahren (Bahn) (mit Gert Frank)
  - drei Sechstagesiege

- 1986:
  - zwei Sechstagesiege

- 1987:
  - ein Sechstagesieg

## Mannschaften
- 1969 und 1970: Willem II-Gazelle
- 1971 bis 1973: BiC
- 1974 und 1977: Raleigh bzw. TI-Raleigh
- 1978 bis 1980: Gazelle-Campagnolo
- 1981 bis 1987: Gazelle bzw. Gazelle-Vredestein